# Богомил Цинцарски
Богомил Йорданов Цинцарски е български футболист, роден на 14 май 1997 година в САЩ. Висок е 180 см. Играе на поста вратар за Верея (Стара Загора).